# 스콰르빅토리아-OACI역
스콰르빅토리아-OACI역 (Station Square-Victoria-OACI)은 빌마리 지역구에 위치해있는 몬트리올 지하철 오렌지 선 정차역이다. 몬트리올 국제지구의 빅토리아 광장에 위치해있는 이 역은 몬트리올 지하철 첫 구간이 개통한 지 넉 달 뒤인 1967년 2월 6일에 개통하였다. 이 역은 보나방튀르역이 개통하기 전까지 잠시나마 오렌지 선의 종착역을 맡기도 하였다.

## 건축 양식
역 내부는 절제된 국제주의 양식이 많이 쓰였으며, 이 역의 건축 양식은 다른 역의 천장 조명, 역명판, 방향 표지판 등에 적지 않은 영향을 미쳤다. 꾸미지 않고 절제된 역 승강장, 복도와 출입구는 국제주의의 일환으로 지하철 개통 당시 유행하던 건축 양식이였다.
벽을 덮는 재질 또한 승강장과 메자닌 중앙에 갈색과 베이지색의 벽돌로만 간소하게 장식하였으며 역 나머지 부분은 금색 타일로 장식하여 이 역은 몬트리올 금융 중심가에 위치해있고 역 근처에 증권거래소 건물이 위치해있음을 각인시킨다.
역 중앙에는 너비가 넓은 메자닌으로 인근 오피스 건물에서 몰려드는 많은 승객들을 수용할 수 있도록 지어졌으며, 메자닌에서는 두 개의 길디긴 터널이 각각 역 남쪽과 북쪽으로 뻗어나간다.
북쪽 터널은 비버홀에서 벨몽 출입구로 이어지며, 경사진 도로를 오르기 위해 두 대의 에스컬레이터가 설치되어있다. 남쪽 터널은 국제민간항공기구와 CDP 캐피털 건물로 이어지는 생탄투안 출입구와 남쪽 끝에 있는 생자크 출입구로 이어진다. 생자크 출입구는 몬트리올 국제 지구 재개발 당시 유리벽으로 재단장하였고 출입구 뿐만 아니라 몬트리올 세계무역센터와 증권거래소 건물로 이어진다. 마지막으로 개찰구 근처에 있는 비제 출입구에 있는 계단은 벨과 내셔널 은행 타워로 이어진다.
역 메자닌은 절제되어있지만 적지 않은 규모의 공공 미술을 선보이는데, 이 중 하나는 로베르 사부아의 갈색 코르틴 강 벽화 두 점으로, 둘 중 더 큰 작품은 승강장 서쪽 환기구에 설치되어있으며, 다른 하나는 승강장 동쪽 벽에 위치해있다. 벽화는 《카와리 카부토》 (Kawari Kabuto)로, 길게 솟은 부분이 다채롭게 배치되어있다.
또다른 작품은 장폴 무소의 벽화로 역 북쪽 통로에 위치해있는데, 이 벽화는 벨몽과 비제 출입구를 이용하는 승객들에게 개찰구 방향을 알리는 역할을 한다.
하지만 무엇보다도 이 역의 명물은 빅토리아 광장의 생탄투안 출입구에 있는 파리 메트로의 엑토르 기마르가 설계한 출입구 양식인 기마르 양식의 출입구로, 1967년에 지하철을 건설할 때 프랑스와 캐나다의 기술 협력을 상징하는 뜻에서 설치되었다.

## 역명 유래
이 역은 인근에 있는 빅토리아 광장을 따서 지어졌는데, 영국의 여왕이였던 빅토리아 여왕이 1860년에 몬트리올을 방문하면서 그의 이름을 따서 지어졌다. 이 광장은 몬트리올 국제지구 재개발 계획에 따라 재단장하였으며 이에 따라 광장의 기존 도로를 복원하고 더 많은 나무를 심고 분수대와 전등을 새로 설치하고 생탄투안과 생자크 출입구를 재단장하였다.

## 버스 연결편
이 역에서 갈아탈 수 있는 버스 노선은 아래와 같다.
| 노선 | 노선                  | 노선                         | 종점                  | 종점 | 종점                                                                        | 경유지 | 비고                                             |
| ---- | --------------------- | ---------------------------- | --------------------- | ---- | --------------------------------------------------------------------------- | --- | ------------------------------------------------ |
| 35   | 그리핀타운            | Griffintown                  | 플라스생앙리역        | ↔    | 플라스데자르역                                                              | 동쪽 - 비제 / 비버홀 - 로베르 부라사 / 드라고슈티에르 (몬트리올 상트랄역) - 로베르 부라사 / 르네 레베크 - 로베르 부라사 / 생트카트린느 - 플라스데자르역 서쪽 - 비버홀 / 벨몽 - 맥길 / 노트르담 - 맥길 / 윌리엄 - 웰링턴 / 로베르 부라사 - 웰링턴 / 필 - 드라몽타뉴 / 웰링턴 - 노트르담 / 기 - 노트르담 / 앳워터 (리오넬 그루역) - 플라스생앙리역                                            | 매일 상시 운행                                   |
| 36   | 몽크                  | Monk                         | 앙그리뇽역            | ↔    | 스콰르빅토리아-OACI역                                                       | 서쪽 - 스콰르빅토리아 / 생탄투안 - 생탄투안 / 로베르 부라사 (몬트리올 상트랄역) - 생탄투안 / 필 - 기 / 생자크 - 노트르담 / 앳워터 (리오넬 그루역) - 플라스생앙리역 - 가드부아 체육관 - 몽크 / 졸리쾨르 - 몽크역 - 몽크 / 드라베랑드리 - 앙그리뇽역 | 매일 상시 운행                                   |
| 61   | 웰링턴                | Wellington                   | 라살 / 아가일         | ↔    | 맥길역                                                                      | 동쪽 - 비제 / 비버홀 - 로베르 부라사 / 르네 레베크 - 로베르 부라사 / 생트카트린느 - 맥길역 서쪽 - 스콰르빅토리아 / 생탄투안 - 맥길 / 윌리엄 - 웰링턴 / 로베르 부라사 - 웰링턴 / 필 - 웰링턴 / 브릿지 - 웰링턴 / 샤를부아 - 웰링턴 / 라살 - 드레글리즈역 - 라살 / 아가일 | 매일 상시 운행                                   |
| 75   | 드라코뮌              | De la Commune                | 스콰르빅토리아-OACI역 | ↔    | 보나방튀르역                                                                | 북쪽 - 스콰르빅토리아 / 생탄투안 - 맥길 / 윌리엄 - 드라코뮌 / 퀸 - 로베르 부라사 / 웰링턴 - 퀘벡고등기술학교 (ÉTS) - RTL 보나방튀르역 | 평일 러시 아워에만 운행                          |
| 129  | 코트생트카트린느      | Côte-Sainte-Catherine        | 클랜래널드/ 이사벨라  | ↔    | 생앙투안 / 드로텔드빌                                                       | 남쪽 - 생탄투안 / 생튀르뱅 - 몬트리올 법원 | 매일 상시 운행. 북쪽 방면 샹드마르스역에서 승차. |
| 168  | 시테뒤아브르          | Cité-du-Havres               | 맥길역                | ↔    | 평상시: 푸앵트쉬드 종점평일 아침 러시 아워: 플라스 뒤코메르스 (프로비고 앞) | 남쪽 - 비버홀 / 벨몽 - 로베르 부라사 / 비제 - 로베르 부라사 / 생자크 - 로베르 부라사 / 생모리스 - 로베르 부라사 / 웰링턴 - 데물랭 / 피에르 뒤퓌 - 플라스 뒤코메르스 (프로비고) (평일 아침 러시 아워 종점) - 플라스 뒤코메르스 / 르네 레베크 - 베를리오즈 / 드릴데쇠르 - 푸앵트쉬드 종점 북쪽 - 로베르 부라사 / 생자크 - 로베르 부라사 / 르네 레베크 - 로베르 부라사 / 생트카트린느 - 맥길역 | 매일 상시 운행                                   |
| 178  | 푸앵트노르 / 일데쇠르 | Pointe-Nord / Île-des-Soeurs | 루시앙 랄리에역       | ↔    | 마게리트 학교                                                               | 남쪽 - RTL 로베르 부라사 / 드라고슈티에르 (몬트리올 상트랄역) - 로베르 부라사 / 웰링턴 - 벨 캐나다 본사 - 뒤코메스 40번지 - 마게리트 부르주아 / 데파세로 - 마게리트 학교 북쪽 - RTL 로베르 부라사 / 드라고슈티에르 (몬트리올 상트랄역) - 루시앙 랄리에역 | 평일 오전 6시부터 저녁 7시까지 운행              |

## 인접한 역
| STM 오렌지 선              | STM 오렌지 선 | STM 오렌지 선            |
| -------------------------- | ------------- | ------------------------ |
| 보나방튀르 코트베르튀 방면 | 오렌지 선     | 플라스다름 몽모랑시 방면 |